# 莎拉·彼得森
莎拉·彼得森（Sara Slott Petersen，1987年4月9日—）是一名丹麦女子跨栏运动员，在2016年里约奥运会上，她以53.55秒的成绩赢得女子400米栏银牌。

## 外部連結
- 莎拉·彼得森在的頁面